# Ejido la Loma
Ejido la Loma är en ort i Mexiko.   Den ligger i kommunen Ciudad Valles och delstaten San Luis Potosí, i den centrala delen av landet, 290 km norr om huvudstaden Mexico City. Ejido la Loma ligger 107 meter över havet och antalet invånare är 220.
Terrängen runt Ejido la Loma är kuperad västerut, men österut är den platt. Runt Ejido la Loma är det ganska tätbefolkat, med 78 invånare per kvadratkilometer. Närmaste större samhälle är Ciudad Valles, 13,3 km sydost om Ejido la Loma. Omgivningarna runt Ejido la Loma är en mosaik av jordbruksmark och naturlig växtlighet.